# Roy Blunt
Roy D. Blunt, född 10 januari 1950 i Niangua, Missouri, är en amerikansk republikansk politiker. Han var republikanernas whip i USA:s representanthus 2003–2009. Han valdes till senator för delstaten Missouri i november 2010 och tillträdde den i januari 2011.
Blunt studerade vid Southwestern Baptist University och Missouri State University. Han var rektor för Southwestern Baptist University 1993–1996.
Blunt var ledamot av USA:s representanthus 1997–2011. År 2003 efterträdde han Tom DeLay som republikansk whip. Vidare var Blunt majority whip 2003–2007 och republican/minority whip 2007–2009. Han kandiderade till majoritetsledarposten i representanthuset efter DeLays avgång, men förlorade mot John Boehner i februari 2006. Eric Cantor efterträdde Blunt som whip och biträdande gruppledare.
Den 8 mars 2021 meddelade han att han inte kommer att kandidera för omval år 2022.

## USA:s senat
Enligt St. Louis Post-Dispatch, Blunt "har en av senatens mest konservativa röstningsrekord, ändå undviker han generellt den konfronterande, brandstarka stilen" och under hans tjänstgöring i den amerikanska senaten "Blunts mest betydelsefulla lagstiftande prestationer hade alla demokratiska medsponsorer."
Under 2017 var Blunt en av 22 senatorer som undertecknade ett brev till president Donald Trump som uppmanade presidenten att få USA att dra sig ur Parisavtalet.

## Privatliv
Blunt har varit gift två gånger. Han gifte sig med Roseann Ray 1967 och hade tre barn med henne. 
Blunt gifte sig med Abigail Perlman, en lobbyist för Kraft Foods år 2003. I april 2006, adopterade han och Perlman en 18 månader gammal pojke från Ryssland. Han är far till Matt Blunt som var guvernör i Missouri 2005–2009.
Roy Blunt är baptist. 